# Devin Funchess
Devin Funchess (Farmington Hills, 21 maggio 1994) è un giocatore di football americano statunitense che milita nel ruolo di wide receiver per i Green Bay Packers della National Football League (NFL).

## Carriera

### Carolina Panthers
Dopo avere giocato al college a football a Michigan, Funchess fu scelto nel corso del secondo giro (40º assoluto) del Draft NFL 2015 dai Carolina Panthers. Debuttò come professionista subentrando nella gara del primo turno contro i Jacksonville Jaguars in cui ricevette un passaggio da 9 yard. Il primo touchdown lo ricevette da Cam Newton nella vittoria della settimana 9 sui Green Bay Packers. La sua prima stagione regolare si chiuse con 473 yard ricevute e 5 touchdown disputando tutte le 16 partite. Tornò a segnare nella finale di conference contro gli Arizona Cardinals che i Panthers vinsero per 49-15, qualificandosi per il Super Bowl 50, perso contro i Denver Broncos, dove partì come titolare.
Nel secondo turno della stagione 2017 Funchess segnò due touchdown nella vittoria a sorpresa in casa dei New England Patriots campioni in carica.

### Green Bay Packers
Il 24 marzo 2020 Funchess firmò con i Green Bay Packers ma nella stagione 2020 decise di non scendere in campo a causa della pandemia di COVID-19.

## Palmarès

### Franchigia
- National Football Conference Championship: 1

Carolina Panthers: 2015

## Statistiche
| Partite totali         | 15  |
| Partite da titolare    | 5   |
| Ricezioni              | 31  |
| Yard ricevute          | 473 |
| Touchdown su ricezione | 5   |

Statistiche aggiornate alla stagione 2015